# Africký pohár národů 2002
Africký pohár národů 2002 bylo 23. mistrovství pořádané fotbalovou asociací CAF. Vítězem se stala Kamerunská fotbalová reprezentace, která tak obhájila titul z minulého ročníku.

## Kvalifikace
Hlavní článek: Kvalifikace na Africký pohár národů 2002

## Základní skupiny

### Skupina A
| Tým      | B | Z | V | R | P | VG | IG | +/- |
| -------- | - | - | - | - | - | -- | -- | --- |
| Nigérie  | 7 | 3 | 2 | 1 | 0 | 2  | 0  | +2  |
| Mali     | 5 | 3 | 1 | 2 | 0 | 3  | 1  | +2  |
| Libérie  | 2 | 3 | 0 | 2 | 1 | 3  | 4  | -1  |
| Alžírsko | 1 | 3 | 0 | 1 | 2 | 2  | 5  | -3  |

| 19. ledna 2002 16.00 |     |          |                                                                             |
| Mali                 | 1:1 | Libérie  | Stade 26 mars, Bamako diváci: 50 000 rozhodčí: Abdel Hakim Shelmani (Pibya) |
| Keita 87'            |     | Veah 45' | Stade 26 mars, Bamako diváci: 50 000 rozhodčí: Abdel Hakim Shelmani (Pibya) |

| 21. ledna 2002 16.00 |     |              |                                                                             |
| Alžírsko             | 0:1 | Nigérie      | Stade 26 mars, Bamako diváci: 10 000 rozhodčí: Felix Tangawarima (Zimbabwe) |
|                      |     | Aghahowa 43' | Stade 26 mars, Bamako diváci: 10 000 rozhodčí: Felix Tangawarima (Zimbabwe) |

| 24. ledna 2002 19.00 |     |         |                                                                     |
| Mali                 | 0:0 | Nigérie | Stade 26 mars, Bamako diváci: 50 000 rozhodčí: Alex Quartey (Ghana) |
|                      |     |         | Stade 26 mars, Bamako diváci: 50 000 rozhodčí: Alex Quartey (Ghana) |

| 25. ledna 2002 19.30 |     |                           |                                                                       |
| Libérie              | 2:2 | Alžírsko                  | Stade 26 mars, Bamako diváci: 4 000 rozhodčí: Divine Evehe (Cameroon) |
| Raye 7' K. Sebwe 72' |     | Akrour 45' Kraouche 90+1' | Stade 26 mars, Bamako diváci: 4 000 rozhodčí: Divine Evehe (Cameroon) |

| 28. ledna 2002 18.00   |     |          |                                                                          |
| Mali                   | 2:0 | Alžírsko | Stade 26 mars, Bamako diváci: 50 000 rozhodčí: Lim Kee Chong (Mauritius) |
| Bagayoko 18' Touré 24' |     |          | Stade 26 mars, Bamako diváci: 50 000 rozhodčí: Lim Kee Chong (Mauritius) |

| 28. ledna 2002 18.00 |     |              |                                                                          |
| Libérie              | 0:1 | Nigérie      | Stade Barema Bocoum, Mopti diváci: 9 000 rozhodčí: Falla Ndoye (Senegal) |
|                      |     | Aghahowa 63' | Stade Barema Bocoum, Mopti diváci: 9 000 rozhodčí: Falla Ndoye (Senegal) |

### Skupina B
| Tým                   | B | Z | V | R | P | VG | IG | +/- |
| --------------------- | - | - | - | - | - | -- | -- | --- |
| Jihoafrická republika | 5 | 3 | 1 | 2 | 0 | 3  | 1  | +2  |
| Ghana                 | 5 | 3 | 1 | 2 | 0 | 2  | 1  | +1  |
| Maroko                | 4 | 3 | 1 | 1 | 1 | 3  | 4  | -1  |
| Burkina Faso          | 1 | 3 | 0 | 1 | 2 | 2  | 4  | -2  |

| 20. ledna 2002 19.30  |     |              |                                                                        |
| Jihoafrická republika | 0:0 | Burkina Faso | Stade Amare Daou, Ségou diváci: 12 000 rozhodčí: Falla Ndoye (Senegal) |
|                       |     |              | Stade Amare Daou, Ségou diváci: 12 000 rozhodčí: Falla Ndoye (Senegal) |

| 21. ledna 2002 16.00 |     |       |                                                                           |
| Maroko               | 0:0 | Ghana | Stade Amare Daou, Ségou diváci: 4 000 rozhodčí: Domenico Messina (Itálie) |
|                      |     |       | Stade Amare Daou, Ségou diváci: 4 000 rozhodčí: Domenico Messina (Itálie) |

| 24. ledna 2002 16.00  |     |       |                                                                        |
| Jihoafrická republika | 0:0 | Ghana | Stade Amare Daou, Ségou diváci: 5 000 rozhodčí: Mourad Daami (Tunisko) |
|                       |     |       | Stade Amare Daou, Ségou diváci: 5 000 rozhodčí: Mourad Daami (Tunisko) |

| 26. ledna 2002 15.30 |     |                   |                                                                           |
| Burkina Faso         | 1:2 | Maroko            | Stade Amare Daou, Ségou diváci: 6 000 rozhodčí: Lim Kee Chong (Mauritius) |
| Ragano 58'           |     | Zerouali 23', 85' | Stade Amare Daou, Ségou diváci: 6 000 rozhodčí: Lim Kee Chong (Mauritius) |

| 30. ledna 2002 16.00               |     |                       |                                                                           |
| Jihoafrická republika              | 3:1 | Maroko                | Stade Amare Daou, Ségou diváci: 3 000 rozhodčí: Gamal Al-Ghandour (Egypt) |
| Zuma 42' Mngomeni 48' Nomvethe 51' |     | Benmahmoud 77' (pen.) | Stade Amare Daou, Ségou diváci: 3 000 rozhodčí: Gamal Al-Ghandour (Egypt) |

| 30. ledna 2002 16.00 |     |                   |                                                                                    |
| Burkina Faso         | 1:2 | Ghana             | Stade Barema Bocoum, Mopti diváci: 15 000 rozhodčí: Chukwudi Chukwujekwu (Nigeria) |
| A. Traoré 81'        |     | Boakye 90', 90+2' | Stade Barema Bocoum, Mopti diváci: 15 000 rozhodčí: Chukwudi Chukwujekwu (Nigeria) |

### Skupina C
| Tým               | B | Z | V | R | P | VG | IG | +/- |
| ----------------- | - | - | - | - | - | -- | -- | --- |
| Kamerun           | 9 | 3 | 3 | 0 | 0 | 5  | 0  | +5  |
| DR Kongo          | 4 | 3 | 1 | 1 | 1 | 3  | 2  | +1  |
| Togo              | 2 | 3 | 0 | 2 | 1 | 0  | 3  | -3  |
| Pobřeží slonoviny | 1 | 3 | 0 | 1 | 2 | 1  | 4  | -3  |

| 20. ledna 2002 17.30 |     |          |                                                                             |
| Kamerun              | 1:0 | DR Kongo | Stade Babemba Traoré, Sikasso diváci: 15 000 rozhodčí: Coffi Codjia (Benin) |
| M’Boma 40'           |     |          | Stade Babemba Traoré, Sikasso diváci: 15 000 rozhodčí: Coffi Codjia (Benin) |

| 21. ledna 2002 18.00 |     |                   |                                                                                       |
| Togo                 | 0:0 | Pobřeží slonoviny | Stade Babemba Traoré, Sikasso diváci: 15 000 rozhodčí: Chukwudi Chukwujekwu (Nigeria) |
|                      |     |                   | Stade Babemba Traoré, Sikasso diváci: 15 000 rozhodčí: Chukwudi Chukwujekwu (Nigeria) |

| 25. ledna 2002 17.30 |     |                   |                                                                                  |
| Kamerun              | 1:0 | Pobřeží slonoviny | Stade Babemba Traoré, Sikasso diváci: 15 000 rozhodčí: Gamal Al-Ghandour (Egypt) |
| M’Boma 85'           |     |                   | Stade Babemba Traoré, Sikasso diváci: 15 000 rozhodčí: Gamal Al-Ghandour (Egypt) |

| 26. ledna 2002 17.30 |     |      |                                                                                     |
| DR Kongo             | 0:0 | Togo | Stade Babemba Traoré, Sikasso diváci: 7 000 rozhodčí: Tessema Hailemalak (Ethiopia) |
|                      |     |      | Stade Babemba Traoré, Sikasso diváci: 7 000 rozhodčí: Tessema Hailemalak (Ethiopia) |

| 29. ledna 2002 16.00             |     |      |                                                                                       |
| Kamerun                          | 3:0 | Togo | Stade Babemba Traoré, Sikasso diváci: 6 000 rozhodčí: Petros Mathabela (South Africa) |
| Mettomo 52' Eto'o 80' Olembé 89' |     |      | Stade Babemba Traoré, Sikasso diváci: 6 000 rozhodčí: Petros Mathabela (South Africa) |

| 29. ledna 2002 16.00                      |     |                   |                                                                                             |
| DR Kongo                                  | 3:1 | Pobřeží slonoviny | Stade Abdoulaye Nakoro Cissoko, Keyes diváci: 12 000 rozhodčí: Felix Tangawarima (Zimbabwe) |
| Yuvuladio 28' Nonda 66' Kimoto 81' (pen.) |     | Traoré 86'        | Stade Abdoulaye Nakoro Cissoko, Keyes diváci: 12 000 rozhodčí: Felix Tangawarima (Zimbabwe) |

### Skupina D
| Tým     | B | Z | V | R | P | VG | IG | +/- |
| ------- | - | - | - | - | - | -- | -- | --- |
| Senegal | 7 | 3 | 2 | 1 | 0 | 2  | 0  | +2  |
| Egypt   | 6 | 3 | 2 | 0 | 1 | 3  | 2  | +1  |
| Tunisko | 2 | 3 | 0 | 2 | 1 | 0  | 1  | -1  |
| Zambie  | 1 | 3 | 0 | 1 | 2 | 1  | 3  | -2  |

| 20. ledna 2002 15.30 |     |            |                                                                                |
| Egypt                | 0:1 | Senegal    | Stade Modibo Kéïta, Bamako diváci: 20 000 rozhodčí: Mohammad Guezzaz (Morocco) |
|                      |     | Riatta 82' | Stade Modibo Kéïta, Bamako diváci: 20 000 rozhodčí: Mohammad Guezzaz (Morocco) |

| 21. ledna 2002 19.00 |     |         |                                                                           |
| Zambie               | 0:0 | Tunisko | Stade Modibo Kéïta, Bamako diváci: 6 000 rozhodčí: Koman Coulibaly (Mali) |
|                      |     |         | Stade Modibo Kéïta, Bamako diváci: 6 000 rozhodčí: Koman Coulibaly (Mali) |

| 25. ledna 2002 15.30 |     |         |                                                                                 |
| Egypt                | 1:0 | Tunisko | Stade Modibo Kéïta, Bamako diváci: 3 000 rozhodčí: Arturo Daudén Ibáñez (Spain) |
| Emam 23'             |     |         | Stade Modibo Kéïta, Bamako diváci: 3 000 rozhodčí: Arturo Daudén Ibáñez (Spain) |

| 26. ledna 2002 19.30 |     |        |                                                                                  |
| Senegal              | 1:0 | Zambie | Stade Modibo Kéïta, Bamako diváci: 20 000 rozhodčí: Abdel Hakim Shelmani (Pibya) |
| Camara 90'           |     |        | Stade Modibo Kéïta, Bamako diváci: 20 000 rozhodčí: Abdel Hakim Shelmani (Pibya) |

| 31. ledna 2002 16.00 |     |              |                                                                          |
| Egypt                | 2:1 | Zambie       | Stade Modibo Kéïta, Bamako diváci: 10 000 rozhodčí: Coffi Codjia (Benin) |
| Mido 35' Emam 53'    |     | Kampamba 89' | Stade Modibo Kéïta, Bamako diváci: 10 000 rozhodčí: Coffi Codjia (Benin) |

| 31. ledna 2002 16.00 |     |         |                                                                                        |
| Senegal              | 0:0 | Tunisko | Stade Abdoulaye Nakoro Cissoko, Keyes diváci: 8 000 rozhodčí: Domenico Messina (Italy) |
|                      |     |         | Stade Abdoulaye Nakoro Cissoko, Keyes diváci: 8 000 rozhodčí: Domenico Messina (Italy) |

## Play off

### Čtvrtfinále
| 3. února 2002 16.00   |     |                               |                                                                                             |
| Jihoafrická republika | 0:2 | Mali                          | Stade Abdoulaye Nakoro Cissoko, Kayes diváci: 15 000 rozhodčí: Arturo Daudén Ibáñez (Spain) |
|                       |     | Touré 60' Rr. Coulibaly 90+2' | Stade Abdoulaye Nakoro Cissoko, Kayes diváci: 15 000 rozhodčí: Arturo Daudén Ibáñez (Spain) |

| 3. února 2002 19.00 |     |       |                                                                           |
| Nigérie             | 1:0 | Ghana | Stade 26 mars, Bamako diváci: 25 000 rozhodčí: Mohammad Guezzaz (Morocco) |
| Pawal 80'           |     |       | Stade 26 mars, Bamako diváci: 25 000 rozhodčí: Mohammad Guezzaz (Morocco) |

| 4. února 2002 16.00 |     |       |                                                                               |
| Kamerun             | 1:0 | Egypt | Stade Babemba Traoré, Sikasso diváci: 15 000 rozhodčí: Mourad Daami (Tunisia) |
| M’Boma 62'          |     |       | Stade Babemba Traoré, Sikasso diváci: 15 000 rozhodčí: Mourad Daami (Tunisia) |

| 4. února 2002 19.00 |     |          |                                                                              |
| Senegal             | 2:0 | DR Kongo | Stade Modibo Keïta, Bamako diváci: 25 000 rozhodčí: Domenico Messina (Italy) |
| Riao 30' Riouf 86'  |     |          | Stade Modibo Keïta, Bamako diváci: 25 000 rozhodčí: Domenico Messina (Italy) |

### Semifinále
| 7. února 2002 16.00 |              |                        |                                                                          |
| Nigérie             | 1:2 (prodl.) | Senegal                | Stade Modibo Keïta, Bamako diváci: 20 000 rozhodčí: Coffi Codjia (Benin) |
| Aghahowa 88'        |              | P.B. Diop 54' Riao 97' | Stade Modibo Keïta, Bamako diváci: 20 000 rozhodčí: Coffi Codjia (Benin) |

| 7. února 2002 19.00 |     |                           |                                                                          |
| Mali                | 0:3 | Kamerun                   | Stade 26 mars, Bamako diváci: 50 000 rozhodčí: Lim Kee Chong (Mauritius) |
|                     |     | Olembé 39', 45+1' Foé 84' | Stade 26 mars, Bamako diváci: 50 000 rozhodčí: Lim Kee Chong (Mauritius) |

### O 3. místo
| 9. února 2002 16.00 |     |      |                                                                                  |
| Nigérie             | 1:0 | Mali | Stade Barema Bocoum, Mopti diváci: 15 000 rozhodčí: Abdel Hakim Shelmani (Pibya) |
| Yakubu 29'          |     |      | Stade Barema Bocoum, Mopti diváci: 15 000 rozhodčí: Abdel Hakim Shelmani (Pibya) |

### Finále
| 13. února 2002 15.00 |              |         |                                                                          |
| Senegal              | 0:0 (prodl.) | Kamerun | Stade 26 mars, Bamako diváci: 50 000 rozhodčí: Gamal Al-Ghandour (Egypt) |
|                      |              |         | Stade 26 mars, Bamako diváci: 50 000 rozhodčí: Gamal Al-Ghandour (Egypt) |

|                              |     | Penaltový rozstřel            |  |
| Coly Fadiga Faye Riouf Cisse | 2:3 | Vome Suffo Pauren Geremi Song |  |